# Syphax (motorfiets)
Syphax is een historisch merk van motorfietsen.
De bedrijfsnaam was: Société Syphax, Nantes.
Dit was een Frans merk dat in 1950 begon met de bouw van motorfietsen met liggende 98cc-AMC-tweetaktmotor en 123- en 174 cc kopkleppers met eveneens AMC-motoren. Daarnaast werden in dezelfde inhoudsklassen ook modellen met Aubier Dunne-tweetaktmotoren aangeboden.